# CornerShot
CornerShot är ett specialvapen avsett för att skjuta runt hörn. CornerShot utvecklades av före detta israeliska armé-officerare. Flera pistolutföranden finns, bland annat för Beretta 92F, Glock, Sig Sauer och CZ. Den har en effektiv räckvidd på ca 100 m med 9 mm, .40 och .45-kaliber pistoler. Med en 5,56 mm-kaliber automatkarbin är den effektiva räckvidden upp till 250m.

## Varianter

### Standard
Standardvarianten av CornerShot fixerar en halvautomatisk pistol i den främre delen av vapnet samtidigt som avfyrningsmekanismen länkas till den bakre änden av vapnet.

### 40mm granatkastare
CornerShot finns även med en 40 mm eller 37 mm bakladdad granatkastare. Granatkastaren har en effektiv räckvidd på ca 150-450 m beroende på vilken ammunition som används. 
Den har en mynningshastighet på ca 75 m/s (M-406 granat).

### Automatkarbin
Denna variant håller en speciell avtagbar automatkarbin för 5.56 mm ammunition.

### CornerShot Panzerfaust
I ett samarbete med tyska Dynamit Nobel Ag har en version tagits fram som kan skjuta panzerfaust pansarvärnsrobotar. Denna version kan vridas 90° medan standardversionen endast kan vridas 60°.

## Användare
CornerShot används av polis- och specialstyrkor i bland annat Israel, Kina, Mexiko, Sydkorea och USA.